# Billboard Music Awards de 2016
O Billboard Music Awards de 2016 foi uma cerimônia de premiação musical realizada em 22 de maio de 2016, na T-Mobile Arena, em Las Vegas, nos Estados Unidos. Este foi o primeiro evento ocorrido no local a ser televisionado nacionalmente naquele país. A cerimônia, apresentada pelo rapper americano Ludacris e pela cantora estadunidense Ciara, foi transmitida ao vivo pela rede de televisão ABC.
Os indicados foram anunciados em 11 de abril de 2016, com The Weeknd recebendo a maioria das indicações, com um total de vinte, dos quais veio a ganhar 8. Britney Spears recebeu o Prêmio Billboard Millennium por suas conquistas e influência na indústria da música. Celine Dion recebeu o Prêmio Billboard Icon em reconhecimento à sua carreira de mais de três décadas. Madonna prestou uma homenagem ao cantor Prince.
Adele estreou o videoclipe de seu single "Send My Love (To Your New Lover)" na cerimônia.

## Performances
| Artista(s)                   | Canção | Apresentado por                      |
| ---------------------------- | --- | ------------------------------------ |
| Britney Spears               | Medley "Work Bitch" Womanizer" I Love Rock 'n' Roll" "Breathe on Me" "I'm a Slave 4 U" "Touch of My Hand" "Toxic" | —                                    |
| Shawn Mendes                 | "Stitches" | Jojo Fletcher                        |
| Fifth Harmony Ty Dolla $ign  | "Work from Home"                                                                                                  | Ludacris Ciara                       |
| Meghan Trainor               | "No" | Serayah Priyanka Chopra              |
| Justin Bieber                | "Company" Sorry"                                                                                                  | DJ Khaled                            |
| P!nk                         | "Just Like Fire"                                                                                                  | Mila Kunis Kristen Bell Kathryn Hahn |
| Nick Jonas Tove Lo           | "Close" | Ludacris                             |
| Demi Lovato                  | "Cool for the Summer"                                                                                             | Ludacris                             |
| Lukas Graham                 | "7 Years" | Ciara                                |
| Blake Shelton Gwen Stefani   | "Go Ahead and Break My Heart"                                                                                     | Thomas Rhett Pete Wentz              |
| DNCE                         | "Cake by the Ocean"                                                                                               | Keke Palmer Kelly Rowland            |
| Kesha Ben Folds              | "It Ain't Me, Babe"                                                                                               | Ludacris Ciara                       |
| Rihanna                      | "Love on the Brain"                                                                                               | Lindsey Vonn Laverne Cox             |
| Celine Dion Lindsey Stirling | "The Show Must Go On"                                                                                             | Seal                                 |
| Troye Sivan                  | "Youth" | Halsey Lucy Hale                     |
| The Go-Go's                  | "We Got the Beat"                                                                                                 | Rebecca Romijn                       |
| Ariana Grande                | "Dangerous Woman" Into You"                                                                                       | Ludacris Ciara                       |
| Madonna Stevie Wonder        | Tributo a Prince "Nothing Compares 2 U" Purple Rain"                                                              | Questlove                            |

## Vencedores e indicados
| Melhor Artista (apresentado por Steven Tyler) | Artista Revelação |
| --- | --- |
| - Adele - Justin Bieber - Drake - Taylor Swift - The Weeknd | - Fetty Wap - OMI - Charlie Puth - Silentó - Bryson Tiller |
| Melhor Cantor (apresentado por Jessica Alba) | Melhor Cantora (apresentado por Drake) |
| - Justin Bieber - Fetty Wap - Ed Sheeran - The Weeknd | - Adele - Selena Gomez - Ariana Grande - Rihanna - Taylor Swift |
| Melhor Duo/Grupo | Melhor Artista em Turnê |
| - One Direction - Maroon 5 - The Rolling Stones - twenty one pilots - U2 | - Taylor Swift - Madonna - One Direction - The Rolling Stones - U2 |
| Melhor Artista da Billboard 200 | Melhor Álbum da Billboard 200 (apresentado por Kate Beckinsale) |
| - Adele - Justin Bieber - Drake - Taylor Swift - The Weeknd | - 25 - Adele - Purpose – Justin Bieber - x – Ed Sheeran - 1989 – Taylor Swift - Beauty Behind the Madness – The Weeknd                                                                                      |
| Melhor Artista da Hot 100 (apresentado por Heidi Klum e Michael Strahan) | Melhor Canção da Hot 100 (apresentado por Ashton Kutcher) |
| - The Weeknd - Justin Bieber - Drake - Fetty Wap - Taylor Swift | - "See You Again" - Wiz Khalifa com part. de Charlie Puth - "Hello" - Adele - "Trap Queen" - Fetty Wap - "Can't Feel My Face" - The Weeknd - "The Hills" - The Weeknd                                       |
| Artista com Mais Canções Vendidas | Canção Mais Vendida |
| - The Weeknd - Adele - Justin Bieber - Drake - Fetty Wap | - "Hello" - Adele - "See You Again" - Wiz Khalifa com part. de Charlie Puth - "The Hills" - The Weeknd - "Cheerleader" - OMI - "Fight Song" - Rachel Platten                                                |
| Melhor Artista das Rádios | Melhor Canção das Rádios |
| - The Weeknd - Justin Bieber - Ellie Goulding - Ed Sheeran - Taylor Swift | - "Shut Up and Dance" - WALK THE MOON - "Hello" - Adele - "See You Again" - Wiz Khalifa com part. de Charlie Puth - "Uptown Funk" - Mark Ronson com part. de Bruno Mars - "Can't Feel My Face" - The Weeknd |
| Melhor Artista Social (votado pelos fãs) | Melhor Artista de Streaming |
| - Justin Bieber - Selena Gomez - Ariana Grande - Demi Lovato - Taylor Swift | - The Weeknd - Justin Bieber - Drake - Fetty Wap - Silentó |
| Melhor Canção de Streaming (Áudio) | Melhor Canção de Streaming (Vídeo) |
| - "The Hills" - The Weeknd - "Sorry" - Justin Bieber - "What Do You Mean?" - Justin Bieber - "Hotline Bling – Drake - "Trap Queen" - Fetty Wap | - "Watch Me (Whip/Nae Nae)" - Silentó - "Trap Queen" - Fetty Wap - "See You Again" - Wiz Khalifa com part. de Charlie Puth - "Uptown Funk" - Mark Ronson com part. de Bruno Mars - "The Hills" - The Weeknd |
| Melhor Artista Cristão | Melhor Canção Cristã |
| - Hillsong UNITED - Casting Crowns - Lauren Daigle - MercyMe - Chris Tomlin | - "Oceans (Where Feet May Fail)" - Hillsong UNITED - "Touch the Sky" - Hillsong UNITED - "Flawless" - MercyMe - "Brother" - NEEDTOBREATHE com part. de Gavin DeGraw - "Good Good Father" - Chris Tomlin     |
| Melhor Álbum Cristão | Melhor Artista Gospel |
| - How Can It Be – Lauren Daigle - Empires – Hillsong UNITED - Hymns That Are Important to Us – Joey + Rory - This Is Not a Test – TobyMac - Adore: Christmas Songs of Worship – Chris Tomlin                                                                                      | - Kirk Franklin - Anthony Brown and group therAPy - Tasha Cobbs - Travis Greene - Marvin Sapp |
| Melhor Canção Gospel | Melhor Álbum Gospel |
| - "Wanna Be Happy" - Kirk Franklin - "Worth" - Anthony Brown and group therAPy - "I Luh God" - Erica Campbell com part. de Big Shizz - "Intentional" - Travis Greene - "Worth Fighting For" - Brian Courtney Wilson                                                               | - Losing My Religion – Kirk Franklin - Eveyday Jesus – Anthony Brown and group therAPy - One Place Live – Tasha Cobbs - Life Music: Stage Two – Jonathan McReynolds - You Shall Live – Marvin Sapp          |
| Melhor Artista Country | Melhor Canção Country (apresentado por Marc Cuban e Betty Cantrell) |
| - Luke Bryan - Sam Hunt - Chris Stapleton - Carrie Underwood - Zac Brown Band | - "Die a Happy Man" - Thomas Rhett - "Break Up in a Small Town" - Sam Hunt - "Take Your Time" - Sam Hunt - "Girl Crush" - Little Big Town - "I'm Comin' Over" - Chris Young                                 |
| Melhor Álbum Country | Melhor Artista de Dance/Eletrônica |
| - Traveller – Chris Stapleton - Kill the Lights – Luke Bryan - Montevallo – Sam Hunt - Storyteller – Carrie Underwood - Jekyll + Hyde – Zac Brown Band | - David Guetta - The Chainsmokers - DJ Snake - Major Lazer - Zedd |
| Melhor Canção de Dance/Eletrônica | Melhor Álbum de Dance/Eletrônica |
| - "Lean On" - Major Lazer & DJ Snake com part. de MØ - "Roses" - The Chainsmokers com part. de Rozes - "You Know You Like It" - DJ Snake e AlunaGeorge - "Hey Mama" - David Guetta com part. de Nicki Minaj, Bebe Rexha & Afrojack - "Where Are Ü Now" - Jack Ü com Justin Bieber | - True Colors – Zedd - Listen – David Guetta - Peace Is the Mission – Major Lazer - In Return – ODESZA - Skrillex and Diplo Present Jack Ü – Jack Ü                                                         |
| Melhor Artista Latino | Melhor Canção Latina |
| - Romeo Santos - Banda Sinaloense MS de Sergio Lizárraga - Juan Gabriel - Nicky Jam - Ariel Camacho y Los Plebes del Rancho | - "El Perdón" - Nicky Jam & Enrique Iglesias - "Ginza" - J Balvin - "Te Metiste" - Ariel Camacho y Los Plebes del Rancho - "Borró Cassette" - Maluma - "Propuesta Indecente" - Romeo Santos                 |
| Melhor Álbum Latino | Melhor Artista de R&B |
| - Los Dúo – Juan Gabriel - Mis Número 1...40 Aniversario – Juan Gabriel - Cama Incendiada – Maná - Hoy Más Fuerte – Gerardo Ortíz - Formula, Vol. 2 – Romeo Santos | - The Weeknd - Chris Brown - Jeremih - Rihanna - Bryson Tiller |
| Melhor Canção de R&B (apresentado por Zendaya e Wiz Khalifa) | Melhor Álbum de R&B |
| - "The Hills" - The Weeknd - "Here" - Alessia Cara - "Post to Be" - Omarion com part. de Chris Brown e Jhené Aiko - "Can't Feel My Face" - The Weeknd - "Earned It" - The Weeknd                                                                                                  | - Beauty Behind the Madness – The Weeknd - Royalty – Chris Brown - Anti – Rihanna - T R A P S O U L – Bryson Tiller - Black Rose – [Tyrese Gibson\|Tyrese]]                                                 |
| Melhor Artista de Rap | Melhor Canção de Rap |
| - Drake - Fetty Wap - Future - Wiz Khalifa - Silentó | - "See You Again" - Wiz Khalifa com part. de Charlie Puth - "Hotline Bling" - Drake - "Trap Queen" - Fetty Wap - "679" - Fetty Wap com part. de Remy Boyz - "Watch Me (Whip/Nae Nae)" - Silentó             |
| Melhor Álbum de Rap | Melhor Artista de Rock |
| - Dreams Worth More Than Money – Meek Mill - If You're Reading This It's Too Late – Drake - What a Time to Be Alive – Drake & Future - Compton – Dr. Dre - To Pimp a Butterfly – Kendrick Lamar                                                                                   | - twenty one pilots - Fall Out Boy - Elle King - WALK THE MOON - X Ambassadors |
| Melhor Canção de Rock | Melhor Álbum de Rock |
| - "Shut Up and Dance" - WALK THE MOON - "Uma Thurman" - Fall Out Boy - "Ex's & Oh's" - Elle King - "Stressed Out" - twenty one pilots - "Renegades" - X Ambassadors | - Blurryface – twenty one pilots - Sound & Color – Alabama Shakes - Blackstar – David Bowie - A Head Full of Dreams – Coldplay - Wilder Mind – Mumford & Sons                                               |
| Melhor Trilha Sonora | Desempenho na Parada Billboard (votado pelos fãs) (apresentado por Idina Menzel) |
| - Pitch Perfect 2 - Empire: Original Soundtrack from Season 1 - Fifty Shades of Grey: Original Motion Picture Soundtrack - Furious 7 - Guardians of the Galaxy: Awesome Mix Vol. 1                                                                                                | - Rihanna - Adele - Drake - Little Big Town - The Weeknd |
| Prêmio Icon (apresentado por Seal e René-Charles Angelil) | Prêmio Millenium |
| Celine Dion | Britney Spears |

### Artistas com múltiplas vitórias e indicações
| Indicações | Artista                               |
| ---------- | ------------------------------------- |
| 20         | The Weeknd                            |
| 12         | Justin Bieber                         |
| 12         | Drake                                 |
| 11         | Fetty Wap                             |
| 9          | Adele                                 |
| 8          | Taylor Swift                          |
| 6          | Wiz Khalifa                           |
| 6          | Charlie Puth                          |
| 5          | Silentó                               |
| 4          | Hillsong UNITED                       |
| 4          | Sam Hunt                              |
| 4          | twenty one pilots                     |
| 3          | Anthony Brown and group therAPy       |
| 3          | Chris Brown                           |
| 3          | Luke Bryan                            |
| 3          | DJ Snake                              |
| 3          | Kirk Franklin                         |
| 3          | Juan Gabriel                          |
| 3          | David Guetta                          |
| 3          | Major Lazer                           |
| 3          | Rihanna                               |
| 3          | Romeo Santos                          |
| 3          | Ed Sheeran                            |
| 3          | Bryson Tiller                         |
| 3          | WALK THE MOON                         |
| 2          | The Chainsmokers                      |
| 2          | Tasha Cobbs                           |
| 2          | Lauren Daigle                         |
| 2          | Fall Out Boy                          |
| 2          | Future                                |
| 2          | Selena Gomez                          |
| 2          | Ariana Grande                         |
| 2          | Travis Greene                         |
| 2          | Jack Ü                                |
| 2          | Nicky Jam                             |
| 2          | Elle King                             |
| 2          | Little Big Town                       |
| 2          | Ariel Camacho y Los Plebes del Rancho |
| 2          | Bruno Mars                            |
| 2          | MercyMe                               |
| 2          | One Direction                         |
| 2          | OMI                                   |
| 2          | The Rolling Stones                    |
| 2          | Mark Ronson                           |
| 2          | Marvin Sapp                           |
| 2          | Chris Stapleton                       |
| 2          | Chris Tomlin                          |
| 2          | U2                                    |
| 2          | Carrie Underwood                      |
| 2          | X Ambassadors                         |
| 2          | Zac Brown Band                        |
| 2          | Zedd                                  |

| Prêmios | Artista           |
| ------- | ----------------- |
| 8       | The Weeknd        |
| 5       | Adele             |
| 3       | Kirk Franklin     |
| 2       | Justin Bieber     |
| 2       | Hillsong UNITED   |
| 2       | Wiz Khalifa       |
| 2       | Charlie Puth      |
| 2       | twenty one pilots |
| 2       | WALK THE MOON     |